# メリンダ・マックグロウ
メリンダ・リー・マックグロウ（Melinda Leigh McGraw, 1963年10月25日 - ）は、キプロス生まれのアメリカ合衆国の女優。作曲家のスティーヴ・ピアソンは夫にあたる。
1994年から1997年まで『X-ファイル』でゲスト出演としてメリッサ・スカリーを演じる。1992年の『The Commish』、『Living in Captivity』、『Wednesday 9:30』、『Center of the Universe』、『Hank』にはシリーズキャストとして出演している。2008年の映画『ダークナイト』ではバーバラ・ゴードンを演じた。